# 히가시코하마 정류장
히가시코하마 정류장(일본어: 東粉浜停留場, ひがしこはまていりゅうじょう)은 일본 오사카부 오사카시 스미요시구에 있는 한카이 전기 궤도의 정류장이다. 역 번호는 HN61이다.

## 역사
- 1911년 12월 1일: 한카이 전기 궤도(구)의 개업.
- 1915년 6월 21일: 회사 합병으로 난카이 철도의 정거장이 됨.
- 1944년 6월 1일: 회사 합병으로 긴키 닛폰 철도의 정거장이 됨.
- 1947년 6월 1일: 노선 양도로 인하여 난카이 전기철도 정거장이 됨.
- 1980년 12월 1일: 노선 양도로 한카이 전기 궤도의 정거장이 됨.

## 정류장 구조
병용 궤도 상에 있는 단선 승강장의 구조로 안전 지대가 서로 엇갈리게 배치된 2면 2선의 구조이다.

### 승강장
- 1: 스미요시・아비코미치 방면, 아비코미치 행
- 2: 에비스초 방면, 에비스초 행

## 역 주변
난카이 본선 고하마 역은 수십 m거리에 있고, 상호 환승이 가능하다.
- 스미요시 히가시코하마 우체국
- 오사카 시립 히가시코하마 초등학교

## 인접역
| 한카이 전기 궤도 ■ 한카이 선 | 한카이 전기 궤도 ■ 한카이 선 | 한카이 전기 궤도 ■ 한카이 선        |
| ---------------------------- | ---------------------------- | ----------------------------------- |
| HN60 쓰카니시 에비스초 방면  |                              | 스미요시 HN10 하마데라에키마에 방면 |